# Stefan Bakałowicz
Stefan Aleksander Bakałowicz, anche noto in Italia come Stefano Bakalowicz (in russo Степан Владиславович Бакалович?, Stefan Vladislavovič Bakalovič; Varsavia, 17 ottobre 1857 – Roma, 1947), è stato un pittore polacco, celebrato durante l'apogeo dell'Impero degli Zar.
Rappresentante del tardo accademismo e del neo-romanticismo del XIX e XX secolo, è soprattutto noto per le sue pitture sulla Roma antica, molte delle quali furono acquistate dai musei imperiali russi e della corte. Fu inoltre un notevole ritrattista.

## Biografia
Stefan Bakałowicz nacque a Varsavia da una famiglia di artisti d'origine armena. Prese il nome da suo nonno. Fu figlio d'arte del pittore Władysław Bakałowicz e dell'attrice teatrale Wiktoryna Bakałowiczowa. I due divorziarono nel 1861. Perse la madre quando egli aveva appena 17 anni.
Fu proprio suo padre ad insegnargli i primi rudimenti della pittura. Proseguì la sua formazione all'Accademia di belle arti di Varsavia.
Tra il 1874 ed il 1876 ebbe l'importante opportunità di studiare presso lo studio privato del pittore Wojciech Gerson. Si spostò poi (tra il 1876 ed il 1882) all'Accademia russa di belle arti di San Pietroburgo. Notevole è l'influenza nei suoi lavori di alcuni degli insegnanti incontrati nella scuola: fu infatti allievo di maestri come Vasilij Vasil'evič Vereščagin.
Studente brillante, numerose furono le medaglie da lui vinte per opere di cui oggi è noto soltanto il nome. Partecipò inoltre nel 1881 ad un importante concorso di pittura: l'artista vinse ben cinque borse di studio che gli permisero di compiere dei fondamentali viaggi all'estero. Lungo la strada verso l'Europa occidentale, visitò Cracovia dove conobbe Jan Matejko. Tra il 1882 ed il 1883 visitò Parigi, luogo dove il padre si era stabilito nel 1863. Da qui ebbe modo di spostarsi in Algeria.
Si spostò poi in Italia, dove ebbe modo di studiare a fondo l'arte antica e dove visse gran parte della sua esistenza.
Trovò, infatti, la sua definitiva dimensione a Roma nel 1883, luogo in cui nel 1936 fondò insieme all'artista Jan Dzieślewski una associazione di artisti polacchi presenti in Italia, "Kapitol". Quest'ultima fu protagonista di alcune mostre di cui tuttavia possediamo poche informazioni.
A Roma imparò l'italiano e strinse un rapporto di amicizia con il pittore Henryk Siemiradzki, a cui viene spesso paragonato.
Trascorse inoltre del tempo a Napoli, Capri e Pompei alla ricerca di paesaggi suggestivi ed aree archeologiche: prese infatti parte a scavi archeologici con il fine di ampliare le sue conoscenze.
Si allontanò momentaneamente dall'Italia per diversi viaggi; uno dei più importanti fu quello in Egitto nel 1903 che gli permise di sperimentare con soggetti e tratti esotici.
Nonostante la sua residenza in Italia, egli alimentò vivacemente i contatti con la Russia ed in particolare con San Pietroburgo. Fino al 1897, infatti, vi inviò delle tele per diverse mostre. I suoi lavori furono molto apprezzati e alcuni di essi furono acquistati dal celebre collezionista Pavel Tret'jakov. Almeno due di queste opere sono esposte nella Galleria Tret'jakov.
I rapporti con la Russia ebbero una repentina diminuzione nel 1913, quando l'Accademia russa di belle arti si rifiutò di dedicare a Bakałowicz una mostra individuale, ritenendone anacronistica la pittura. Le sue opere erano tuttavia molto note grazie a diverse pubblicazioni in libri e riviste (come il popolarissimo settimanale Vsemirnaja illjustracija, in italiano "Illustrazione del mondo").
Espose per l'ultima volta a San Pietroburgo nel 1914.
A Roma sposò l'infermiera volontaria Giuseppina Aloisi, figlia di Leopoldo Aloisi, con la quale avrebbe vissuto in Via del Babuino 145. È sepolto insieme alla famiglia Aloisi nella salita a serpa (area III) del Cimitero del Verano. Sono pressoché inesistenti le informazioni relative alla sua famiglia in Italia e non ci sono informazioni in merito agli eventuali discendenti dell'artista, i quali potrebbero essere ancora in possesso di suoi cimeli culturalmente preziosi.

## Controversie
Così come sono estremamente ridotte le informazioni relative alla vita dell'artista, è estremamente difficile stimare la quantità delle sue opere in circolazione: infatti, la quasi totalità delle sue opere è stata ed è tuttora frequentemente acquistata e rivenduta da autorità, musei e da vari privati. Stando agli archivi delle varie case d'asta, appaiono numerosi i ritratti (su commissione e non) e i prodotti dei vari studi del pittore. Va annoverato in aggiunta almeno un autoritratto. Non è da escludere, perciò, che una ingente quantità di dipinti sia stata smarrita o rimasta danneggiata.
L'invio dei lavori in Russia può spiegare la carenza di sue opere nei musei italiani. Va evidenziato, tuttavia, che diverse aste tenutesi in Italia dimostrano la presenza di molti suoi lavori minori in diverse collezioni private italiane. Inoltre, alcune sue opere come la "Matrona romana in un interno" ebbero un titolo in italiano.
Diverse fonti e diverse aste mostrano poi una singolare propensione da parte dell'artista al ripetere delle sue opere di successo per diversi committenti modificando solo piccoli dettagli. Alcuni suoi dipinti - non è stato reso noto quali - furono forse per questo motivo oggetto di controversia nel 2011: la ABA Gallery di New York fu accusata di aver venduto ad un collezionista (Oleksandr Savčuk) dei falsi dipinti di Bakałowicz, di Šiškin e di altri artisti per un totale di 10 milioni di dollari. La galleria si oppose categoricamente all'accusa dichiarando che si sarebbe inoltre tutelata a livello legale. Non è nota l'evoluzione della vicenda.
Infine, nonostante almeno due delle sue opere siano presenti alla Galleria Tret'jakov, l'artista non compare nell'elenco dei dipinti della collezione fornito dalla galleria ai visitatori.

## Distribuzione delle opere
Alle opere di seguito elencate (per convenzione in lingua polacca) vanno aggiunti almeno 70 lavori andati all'asta e presenti in collezioni private. Ogni anno emergono in nuove aste numerosi lavori inediti a testimoniare l'elevata produttività dell'artista.
Opere esposte al museo russo di San Pietroburgo:
1. "Gladiatorzy przed wyjściem na arenę" (1891)
2. "Pytanie i odpowiedź" (1900)
3. "Pisarz Ra-hotep" (1901)
4. "Modlitwa" (1905)

Opere esposte alla casa-museo di Brodskij di San Pietroburgo:
1. "Greczynka nad morzem" (1908)

Opere esposte al museo dell'accademia russa di belle arti di San Pietroburgo:
1. "Jakub rozpoznaje szaty swojego syna Józefa, sprzedanego przez braci do Egiptu" (1880)

Opere esposte al museo di belle arti di Omsk:
1. "Dyskobol" (1889)
2. "Karmienie gołębi" (1889)
3. "Oda" (1889)

Opere esposte alla galleria Tret'jakov di Mosca:
1. "Rzymski poeta Katullus czytający swoim przyjaciołom" (1885)
2. "W sali przyjęć Mecenasa" (1890)

Opere esposte alla pinacoteca regionale di Tver':
1. "Błogosławienie chrześcijan" (1900)

Opere esposte al complesso del museo di storia culturale di Koz'modemjansk:
1. "Wieczór w Kairze" (1904)

Opere esposte al museo di storia e dì arte di Pereslavl'-Zalesskij:
1. "Greczynka"

Opere esposte al museo d'arte di Vladikavkaz:
1. "Umywanie nóg" (1880)

Opere esposte al museo statale di Kostroma:
1. "Październik" (1889)

## Galleria d'immagini

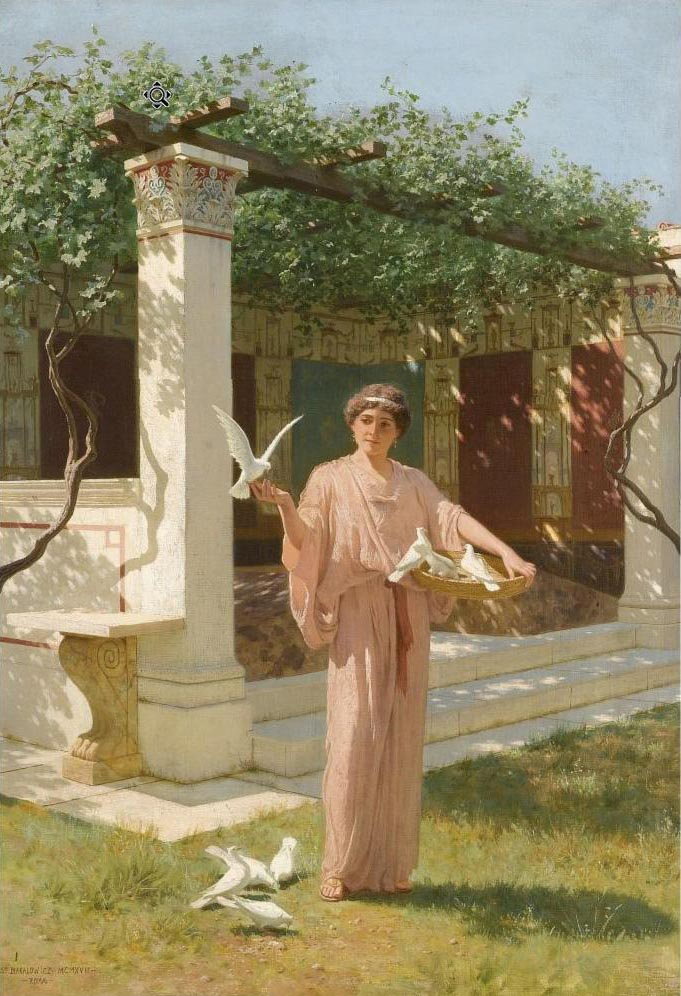
Karmienie gołębi, 1889
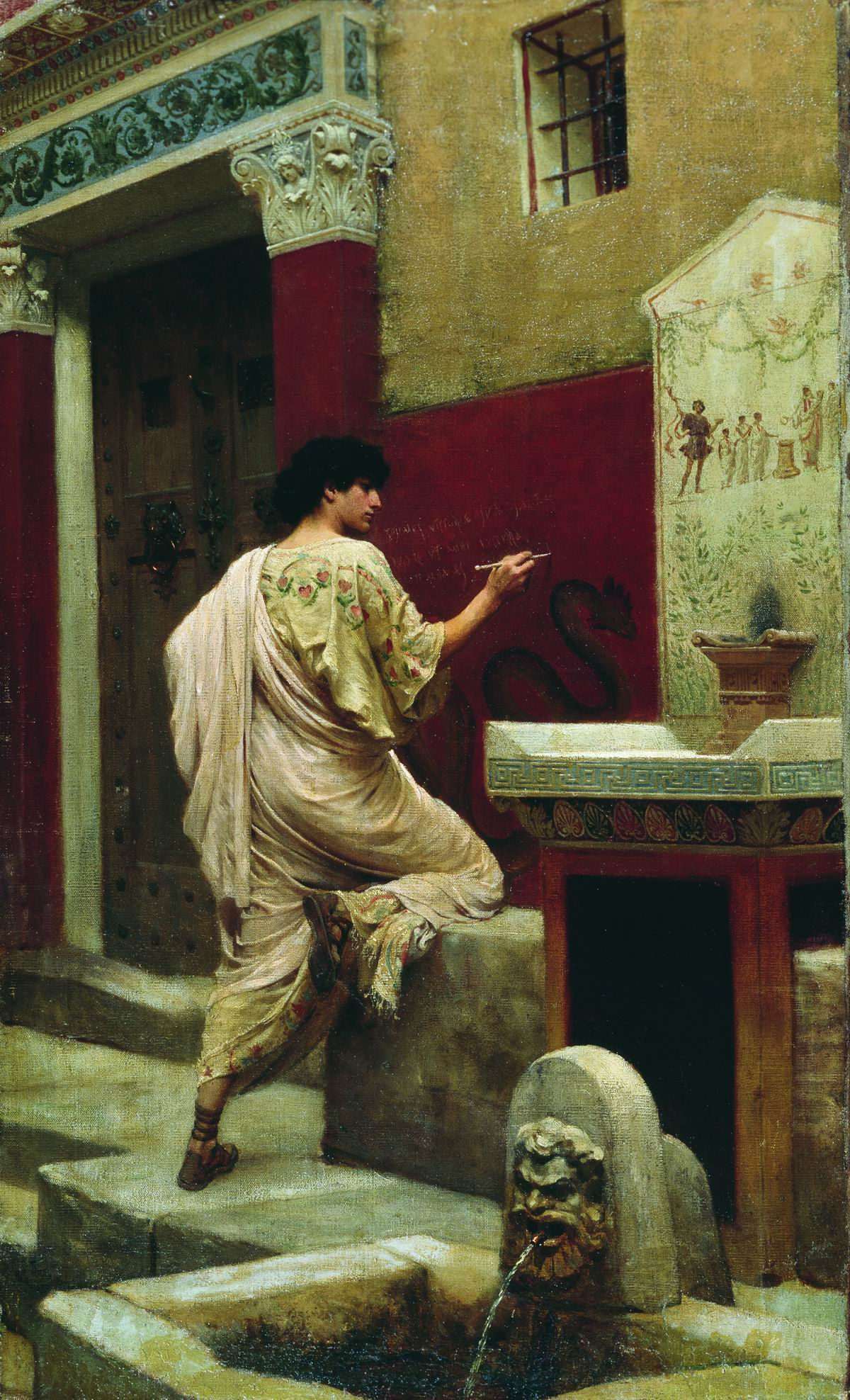
Pompeje. Na ścianach, 1885
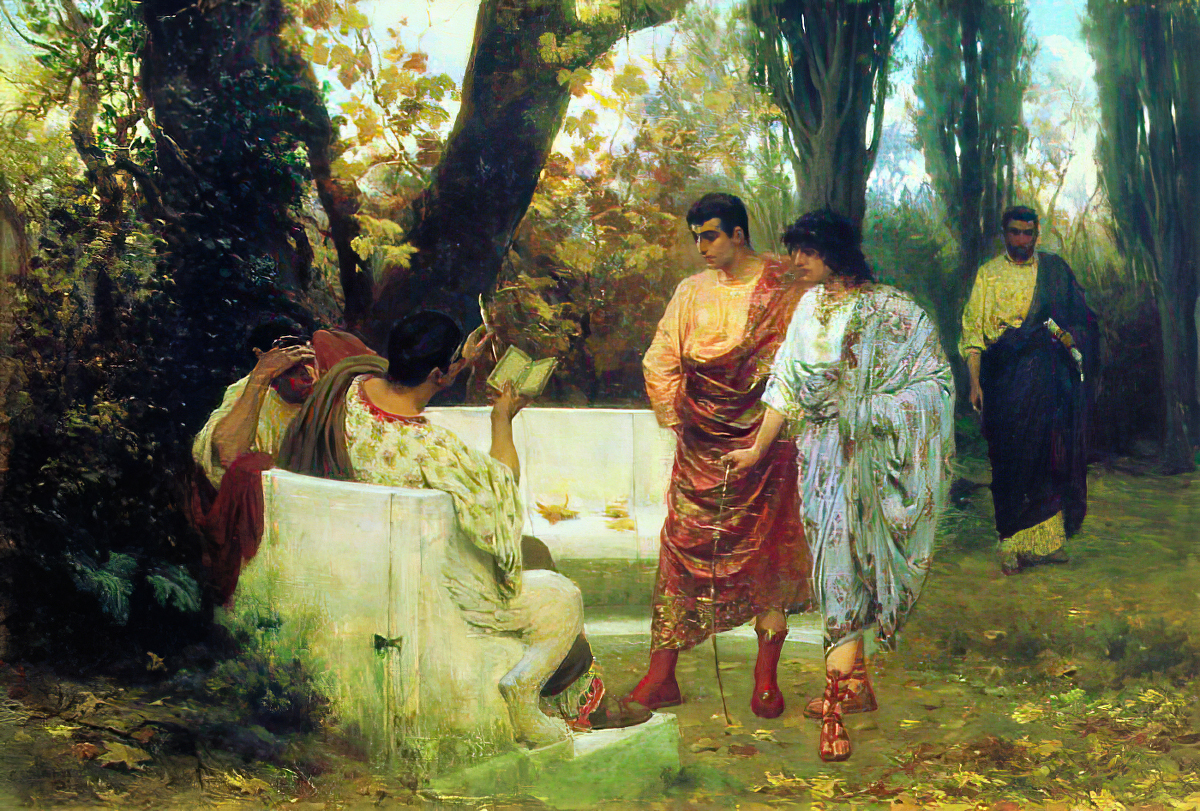
Rzymski poeta Katullus czytający swoim przyjaciołom, 1885
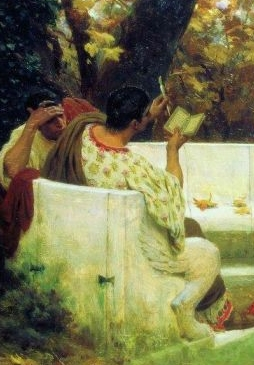
Dettaglio di Catullo
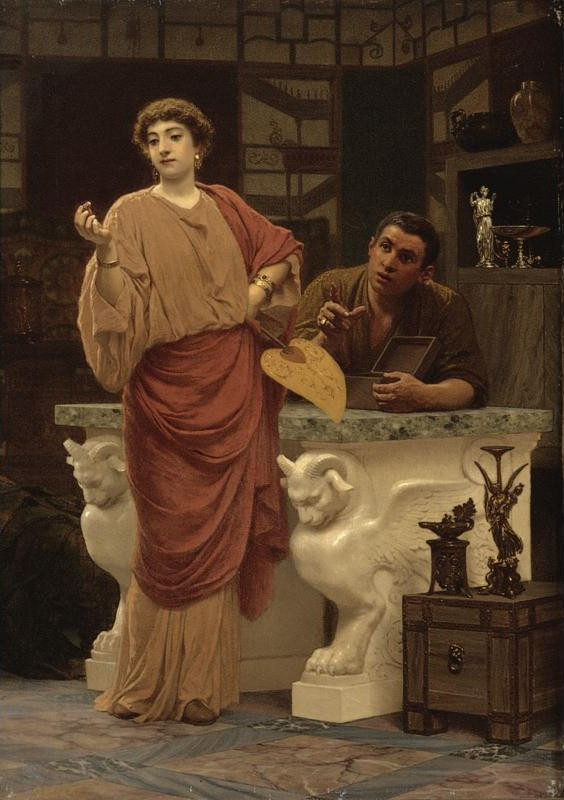
Odrobina luksusu
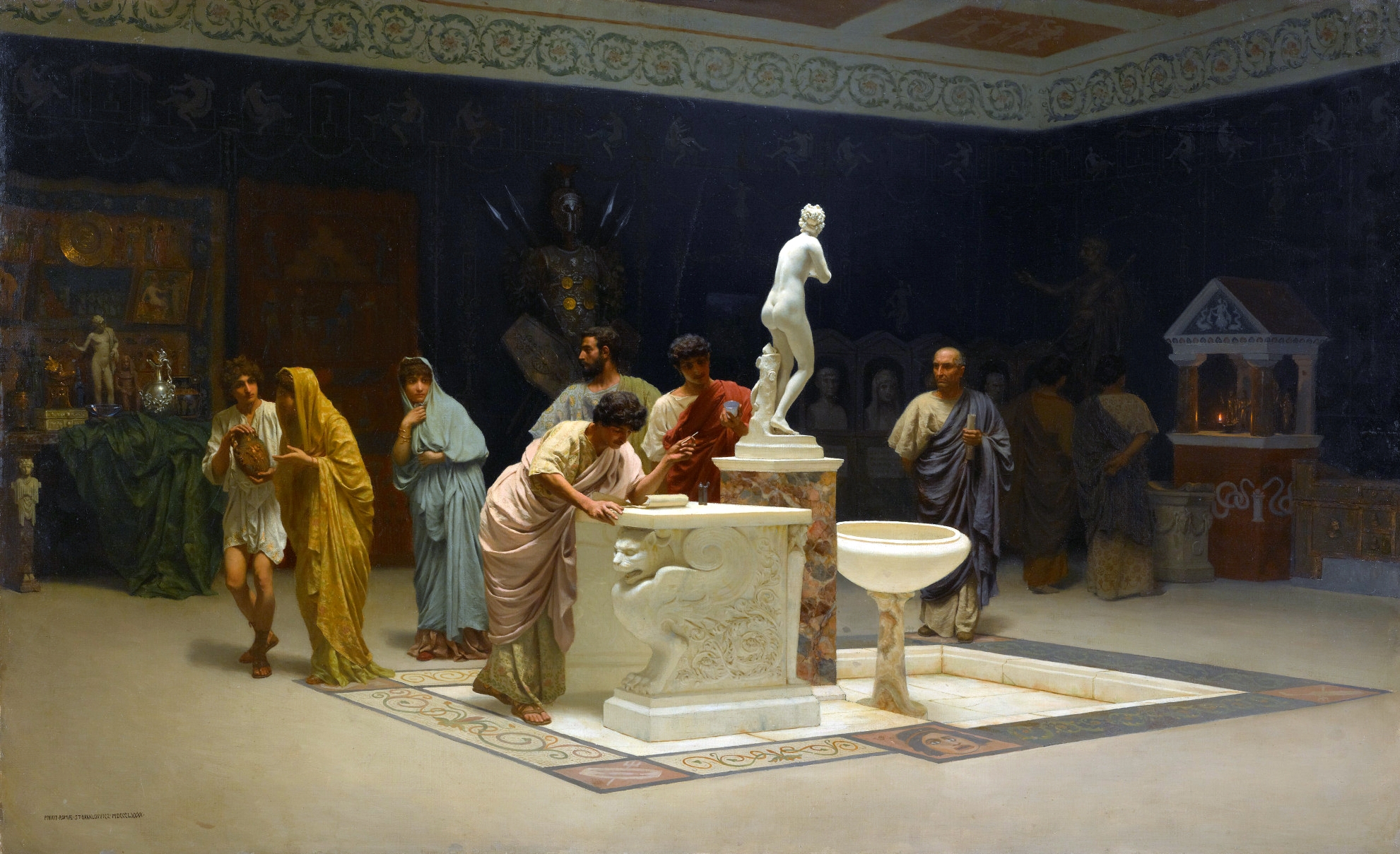
W sali przyjęć Mecenasa, 1890